# Certifications musicales de Britney Spears
Britney Spears est une chanteuse américaine née en 1981 ayant reçu de nombreuses certifications musicales  Diamant,   Platine,  Or et  Argent. Elle totalise 103,4 millions de ventes certifiées aux États-Unis, faisant d'elle la 6ème artiste féminine avec le plus de ventes certifiées du pays, derrière Madonna, Rihanna, Taylor Swift, Mariah Carey et Katy Perry.

## Albums

### Albums studio
| Année | Titre                   | Certifications et année d'obtention | Ventes Correspondantes |
| ----- | ----------------------- | --- | --- |
| 1999  | ...Baby One More Time   | - : Diamant + 4 × Platine \| 2004 - : Diamant - : 4 × Platine - : 4 × Platine \| 2013 - : 4 × Platine - : 3 × Platine - : 3 × Platine - : 3 × Platine - : 3 × Platine - : 3 × Platine - : 2 × Platine + Or - : 2 × Platine \| 2001 - : Platine - : Platine - : Platine - : Platine - : Platine - : Platine - : Platine - : 3 × Or \| 2000 - : Or - : Or \| 1999               | - États-Unis: 14 000 000 - Canada: 1 000 000 - Australie: 280 000 - Royaume-Uni: 1 200 000 - Union européenne: 1 000 000 - Pays-Bas: 200 000 - Belgique: 150 000 - Nouvelle-Zélande: - Espagne: - Danemark: - Mexique: 375 000 - France: 626 000 - Suisse: - Autriche: - Pologne: 100 000 - Suède: - Argentine: - Japon: 200 000 - Norvège: - Allemagne: 500 000 - Brésil: - Finlande: 37 865                                              |
| 2000  | Oops!... I Did It Again | - : Diamant \| 2005 - : 5 × Platine - : 4 × Platine - : 3 × Platine - : 3 × Platine \| 2002 - : 3 × Platine - : 3 × Platine \| 2001 - : 2 × Platine - : 2 × Platine - : 2 × Platine - : 2 × Platine - : 2 × Platine - : 2 × Platine - : Platine - : Platine - : Platine - : Platine - : Platine - : Platine \| 2000 - : Platine \| 2000 - : Platine - : Platine - : Or - : Or | - États-Unis: 10 000 000 - Canada: 500 000 - Union européenne: 1 000 000 - Australie: 210 000 - Royaume-Uni: 900 000 - Belgique: 150 000 - Allemagne: 900 000 - Pays-Bas: - Mexique: 300 000 - Suisse: - Autriche: - Nouvelle-Zélande: - Espagne: - Pologne: 100 000 - Suède: - Argentine: - Japon: 200 000 - Norvège: - Finlande: 54 274 - France: 420 800 - Espagne: 100 000 - Uruguay: 6 000 - Brésil: - Hongrie: 25 000                |
| 2001  | Britney                 | - : 4 × Platine - : 3 × Platine - : 2 × Platine - : 2 × Platine - : Platine \| 2002 - : Platine - : Platine \| 2002 - : Platine - : Platine - : Platine - : Platine - : Platine - : Platine - : Or - : Or - : Or - : Or - : Or \| 2002 - : Or | - États-Unis: 4 000 000 - Canada: 300 000 - Australie: 140 000 - Union européenne: 1 000 000 - Royaume-Uni: 300 000 - France: 396 900 - Allemagne: 300 000 - Suisse: - Autriche: - Argentine: 40 000 - Japon: 200 000 - Espagne: - Belgique: 50 000 - Pays-Bas: - Suède: - Brésil: - Hongrie: - Finlande: 16 551 - Nouvelle-Zélande: |
| 2003  | In The Zone             | - : 5 × Platine - : 3 × Platine \| 2023 - : 3 × Platine - : 2 × Platine - : Platine - : Platine \| 2004 - : Platine - : Platine - : Platine - : Platine - : Platine - : 2 × Or \| 2004 - : Or \| 2003 - : Or - : Or - : Or \| 2021 - : Or - : Or - : Or \| 2006 - : Or - : Or - : Or - : Or - : Or - : Argent                                                                 | - Russie: 120 000 - États-Unis: 3 000 000 - Canada: 300 000 - Danemark: - Australie: 70 000 - Royaume-Uni: 300 000 - Mexique: 100 000 - Autriche: - Argentine: 40 000 - Japon: 250 000 - Union européenne: 1 000 000 - France: 224 200 - Allemagne: 100 000 - Suisse: - Suède: - Singapour: - Norvège: 20 000 - Brésil: - Finlande: 15 052 - Hongrie: 15 000 - Belgique: 25 000 - Grèce: - Espagne: 50 000 - Nouvelle-Zélande: - Portugal: |
| 2007  | Blackout                | - : 4 × Platine - : 2 × Platine - : 2 × Platine - : Platine - : Platine \| 2020 - : Platine - : Or - : Or - : Or - : Or - : Or - : Or | - Russie: 80 000 - États-Unis: 2 000 000 - Canada: 200 000 - Australie: 70 000 - Royaume-Uni: 300 000 - Irlande: - France: 38 200 - Japon: 100 000 - Brésil: - Hongrie: 7 500 - Belgique: 25 000 - Nouvelle-Zélande: |
| 2008  | Circus                  | - : 4 × Platine - : 3 × Platine \| 2023 - : 4 × Platine - : 2 × Platine - : Platine \| 2009 - : Platine - : Platine - : Or - : Or \| 2008 - : Or \| 2009 - : Or - : Or - : Or - : Or - : Or - : Or - : Or - : Or | - Russie: 80 000 - États-Unis: 3 000 000 - Canada: 320 000 - Australie: 140 000 - Royaume-Uni: 300 000 - Irlande: - Nouvelle-Zélande: - Mexique: 40 000 - France: 105 366 - Allemagne: 100 000 - Suisse: - Pologne: 10 000 - Argentine: 20 000 - Japon: 100 000 - Hongrie: - CCG: - Belgique: 15 000 - Grèce: |
| 2011  | Femme Fatale            | - : Platine \| 2011 - : 2 × Platine - : Platine - : Or - : Or \| 2016 - : Or - : Or - : Or - : Or - : Or | - États-Unis: 1 000 000 - Canada: 160 000 - Russie: 10 000 - Australie: 35 000 - Royaume-Uni: 100 000 - Mexique: 30 000 - France: 50 000 - Suède: - Irlande: - Danemark: 10 000 |
| 2013  | Britney Jean            | - : Or \| 2018 - : Or - : Or | - États-Unis: 500 000 - Canada: 40 000 - Mexique: 30 000 |
| 2016  | Glory                   | - : Platine - : Or | - Russie: 20 000 - Canada: 40 000 |

### .Compilations et Remixes
| Année | Titre                                            | Cetifications et année d'obtention | Ventes Correspondantes |
| ----- | ------------------------------------------------ | --- | --- |
| 2004  | Greatest Hits: My Prerogative                    | - : 3 × Platine \| 2013 - : 3 × Platine - : 3 × Platine - : 2 × Platine - : 2 × Platine - : Platine \| 2004 - : Platine - : Platine \| 2005 - : Platine - : 2 × Or \| 2005 - : Or \| 2023 - : Or - : Or - : Or - : Or - : Or - : Or - : Or - : Or - : Or - : Or - : Or | - Royaume-Uni: 900 000 - Japon: 750 000 - Danemark: 20 000 - Australie: 140 000 - Russie: 40 000 - États-Unis: 1 000 000 - Canada: 80 000 - Finlande: 30 623 - Union européenne: - France: 94 600 - Allemagne: 100 000 - Suisse: - Autriche: - Argentine: 20 000 - Espagne: - Norvège: 20 000 - Hongrie: - Belgique: 25 000 - Portugal: - Grèce: - Hong Kong: - Nouvelle-Zélande: 7 500 |
| 2005  | B in the Mix: The Remixes                        | | |
| 2009  | The Singles Collection                           | - : Platine \| 2021 - : 6 × Platine - : Or - : Or | - Royaume-Uni: 300 000 - Canada: 480 000 - Australie: 35 000 - Mexique: 30 000 |
| 2011  | B in the Mix: The Remixes Vol. 2                 | | |
| 2012  | Oops! I Did It Again: The Best of Britney Spears | | |
| 2012  | Playlist: The Very Best of Britney Spears        | | |
| 2013  | The Essential Britney Spears                     | | |
| 2020  | Oops!...I Did It Again (Remixes and B-Sides)     | | |

## Singles
| Année | Titre                              | Album                          | Certifications et année d'obtention | Ventes Correspondantes |
| ----- | ---------------------------------- | ------------------------------ | --- | --- |
| 1998  | ...Baby One More Time              | ...Baby One More Time          | - : 5 × Platine \| 2023 - : 3 × Platine - : 3 × Platine \| 2019 - : 3 × Platine - : 2 × Platine - : Platine - : Platine - : Platine - : Platine - : Platine \| 1999 - : Platine - : Platine - : Platine - : 3 × Or \| 1999 - : Or - : Or | - États-Unis: 5 000 000 - Australie: 210 000 - Royaume-Uni: 1 800 000 - Belgique: 150 000 - Norvège: - Pays-Bas: - Suisse: - Autriche: - Espagne: - France: 500 000 - Nouvelle-Zélande: - Suède: - Italie: 50 000 - Allemagne: 750 000 - Danemark: 45 000 - Portugal: |
|       | Sometimes                          | ...Baby One More Time          | - : Platine - : Platine - : Platine \| 2023 - : Or - : Or - : Or \| 1999 - : Or - : Or | - Australie: 70 000 - Belgique: 50 000 - Royaume-Uni: 600 000 - États-Unis: 500 000 - Pays-Bas: - France: 250 000 - Nouvelle-Zélande: - Suède: |
|       | (You Drive Me) Crazy               | ...Baby One More Time          | - : Platine \| 2023 - : Platine - : Platine - : Platine - : Or \| 2021 - : Or \| 1999 - : Or \| 2000 - : Or | - États-Unis: 1 000 000 - Australie: 70 000 - Belgique: 50 000 - Suède: - Royaume-Uni: 400 000 - Allemagne: 250 000 - France: 250 000 - Nouvelle-Zélande: |
| 1999  | Born To Make You Happy             | ...Baby One More Time          | - : Platine - : Platine - : Or \| 2021 - : Or \| 1999 - : Or \| 2000 | - Suède: - Belgique: 50 000 - Royaume-Uni: 400 000 - Allemagne: 250 000 - France: 250 000 |
| 1999  | From The Bottom Of My Broken Heart | ...Baby One More Time          | - : Platine \| 2000 | - États-Unis: 1 000 000 |
| 2000  | Oops!... I Did It Again            | Oops!... I Did It Again        | - : 3 × Platine \| 2023 - : 2 × Platine - : Platine - : Platine - : Platine \| 2018 - : Platine - : Platine - : Platine - : Or - : Or - : Or - : Or - : Or - : Or \| 2000 - : Or - : Or                                                  | - États-Unis: 3 000 000 - Suède: - Canada: 80 000 - Australie: 70 000 - Royaume-Uni: 600 000 - Nouvelle-Zélande: - Belgique: 50 000 - Danemark: - Pays-Bas: - Allemagne: 250 000 - Suisse: - Autriche: - Espagne: - France: 250 000 - Italie: 50 000 - Portugal:      |
| 2000  | Lucky                              | Oops!... I Did It Again        | - : Platine \| 2023 - : Platine - : Platine - : Platine - : Or - : Or \| 2000 - : Or - : Or - : Argent | - États-Unis: 1 000 000 - Australie: 70 000 - Suède: - Nouvelle-Zélande: - Canada: 40 000 - Allemagne: 250 000 - Autriche: - Belgique: 25 000 - Royaume-Uni: 200 000                                                                                                  |
| 2000  | Stronger                           | Oops!... I Did It Again        | - : Platine \| 2023 - : Or - : Or - : Or \| 2001 - : Or \| 2001 - : Or - : Or - : Or \| 2023 | - États-Unis: 1 000 000 - Canada: 40 000 - Australie: 35 000 - Allemagne: 250 000 - France: 250 000 - Danemark: 4 000 - Suède: - Royaume-Uni: 400 000 |
| 2001  | Don't Let Me Be The Last To Know   | Oops!... I Did It Again        | - : Or - : Or | - Danemark: 4 000 - Belgique: 25 000 |
| 2001  | I'm A Slave 4 U                    | Britney                        | - : Platine \| 2023 - : Or - : Or - : Or - : Or - : Or - : Or \| 2023 | - États-Unis: 1 000 000 - Australie: 35 000 - Suède: - Norvège: - France: 250 000 - Belgique: 25 000 - Royaume-Uni: 400 000 |
| 2001  | Overprotected                      | Britney                        | - : Or - : Or - : Or \| 2002 - : Or - : Argent \| 2020 | - États-Unis: 500 000 - Australie: 35 000 - France: 250 000 - Suède: - Royaume-Uni: 200 000 |
| 2002  | I'm Not a Girl, Not Yet a Woman    | Britney                        | - : Or - : Argent \| 2019 | - Australie: 35 000 - Royaume-Uni: 200 000 |
| 2002  | I Love Rock N' Roll                | Britney                        | - : Or | - Australie: 35 000 |
| 2002  | Anticipating                       | Britney                        | | |
| 2002  | Boys (feat. Pharrell Williams)     | Britney                        | - : Or | - Australie: 35 000 |
| 2003  | Me Against The Music               | In The Zone                    | - : Platine - : Or - : Or - : Argent \| 2021 | - Australie: 70 000 - États-Unis: 500 000 - Norvège: 5 000 - Royaume-Uni: 200 000 |
| 2004  | Toxic                              | In The Zone                    | - : 6 × Platine \| 2023 - : 2 × Platine \| 2022 - : Platine - : Platine - : Platine - : Platine - : Platine - : Platine - : 3 × Or \| 2023 - : Or \| 2005 - : Or - : Or - : Or                                                           | - États-Unis: 6 000 000 - Royaume-Uni: 1 200 000 - Australie: 70 000 - Norvège: 10 000 - Italie: 100 000 - Danemark: 90 000 - Portugal: - Espagne: - Allemagne: 600 000 - France: 200 000 - Suède: - Nouvelle-Zélande: - Japon: 100 000                               |
| 2004  | Everytime                          | In The Zone                    | - : Platine - : Platine \| 2023 - : Platine - : Or - : Or \| 2005 - : Or \| 2013 - : Or - : Or | - États-Unis: 1 000 000 - Royaume-Uni: 600 000 - Norvège: 10 000 - Australie: 35 000 - France: 200 000 - Allemagne: 150 000 - Suède: - Belgique: 25 000 |
| 2004  | Outrageous                         | In The Zone                    | | |
| 2004  | My Prerogative                     | Greateast Hits: My Prerogative | - : Or \| 2023 - : Or - : Or | - États-Unis: 500 000 - Australie: 35 000 - Norvège: 5 000 |
| 2005  | Do Somethin'                       | Greateast Hits: My Prerogative | - : Or - : Or | - États-Unis: 500 000 - Australie: 35 000 |
| 2005  | Someday (I Will Understand)        | Britney & Kevin: Chaotic       | | |
| 2007  | Gimme More                         | Blackout                       | - : 4 × Platine \| 2023 - : Platine \| 2022 - : Platine - : Or - : Or - : Or \| 2023 | - États-Unis: 4 000 000 - Royaume-Uni: 600 000 - Danemark: 15 000 - Canada: 40 000 - Australie: - Allemagne: 200 000 |
| 2007  | Piece Of Me                        | Blackout                       | - : 2 × Platine \| 2023 - : Platine - : Platine - : Or \| 2021 - : Or \| 2023 - : Or - : Or | - États-Unis: 2 000 000 - Australie: 70 000 - Danemark: 7 500 - Royaume-Uni: 400 000 - Allemagne: 200 000 - Nouvelle-Zélande: 7 500 - Suède: |
| 2008  | Break The Ice                      | Blackout                       | - : Platine \| 2023 - : Or | - États-Unis: 1 000 000 - Danemark: 7 500 |
| 2008  | Womanizer                          | Circus                         | - : 6 × Platine \| 2023 - : Platine - : Platine \| 2019 - : Platine - : Or \| 2023 - : Or \| 2009 - : Or - : Or - : Or - : Or - : Or | - États-Unis: 6 000 000 - Australie: 70 000 - Royaume-Uni: 600 000 - Danemark: 7 500 - Allemagne: 200 000 - Finlande:5 813 - Nouvelle-Zélande: 7 500 - Suède: - Italie: 50 000 - Belgique: 15 000 - Espagne: 20 000                                                   |
| 2008  | Circus                             | Circus                         | - : 5 × Platine \| 2023 - : Platine - : Or \| 2023 - : Or - : Or - : Or \| 2021 | - États-Unis: 5 000 000 - Australie: 70 000 - Allemagne: 200 000 - Danemark: 7 500 - Nouvelle-Zélande: 7 500 - Royaume-Uni: 400 000 |
| 2009  | If U Seek Amy                      | Circus                         | - : 2 × Platine \| 2023 - : Or - : Argent \| 2021 | - États-Unis: 2 000 000 - Australie: 35 000 - Royaume-Uni: 200 000 |
| 2009  | Radar                              | Circus                         | - : Platine | - États-Unis: 1 000 000 |
| 2009  | 3                                  | The Singles Collection         | - : 3 × Platine \| 2023 - : 2 × Platine - : Platine - : Or - : Or - : Argent \| 2017 | - États-Unis: 3 000 000 - Canada: 160 000 - Australie: 70 000 - Japon: 100 000 - Nouvelle-Zélande: 7 500 - Royaume-Uni: 200 000 |
| 2011  | Hold It Against Me                 | Femme Fatale                   | - : 2 × Platine \| 2023 - : 2 × Platine - : Platine - : Or - : Or - : Argent \| 2020 | - États-Unis: 2 000 000 - Suède: - Australie: 70 000 - Mexique: - Nouvelle-Zélande: 7 500 - Royaume-Uni: 200 000 |
| 2011  | Till The World Ends                | Femme Fatale                   | - : 4 × Platine \| 2023 - : 3 × Platine - : 2 × Platine - : Or - : Or - : Or - : Or - : Or - : Or - : Argent \| 2017 | - États-Unis: 4 000 000 - Suède: - Australie: 140 000 - Mexique: - Suisse: - Nouvelle-Zélande: 7 500 - Italie: 50 000 - Belgique: 15 000 - Danemark: 15 000 - Royaume-Uni: 200 000                                                                                    |
| 2011  | I Wanna Go                         | Femme Fatale                   | - : 2 × Platine \| 2023 - : Platine - : Or | - États-Unis: 2 000 000 - Suède: - Australie: 35 000 |
| 2011  | Criminal                           | Femme Fatale                   | - : Platine \| 2023 | - États-Unis: 1 000 000 |
| 2013  | Ooh La La                          | Les Schtroumpfs 2              | | |
| 2013  | Work Bitch                         | Britney Jean                   | - : 2 × Platine \| 2023 - : Platine - : Platine - : Or - : Or - : Or - : Or \| 2023 | - États-Unis: 2 000 000 - Canada: 80 000 - Suède: - Australie: 35 000 - Mexique: - Italie: 50 000 - Royaume-Uni: 400 000 |
| 2013  | Perfume                            | Britney Jean                   | | |
| 2015  | Pretty Girls (feat. Iggy Azalea)   |                                | - : Or - : Or \| 2015 | - États-Unis: 500 000 - Pologne: 10 000 |
| 2016  | Make Me... (feat. G-Eazy)          | Glory                          | - : Platine \| 2018 - : Or - : Or | - États-Unis: 1 000 000 - Canada: 40 000 - Mexique: |
| 2016  | Slumber Party (feat. Tinashe)      | Glory                          | | |

### Autres Certifications
- Canada

Gimme More:  2 × Platine (Ringtone, 80 000)
Piece Of Me:  Platine (Ringtone, 40 000)
- Danemark

Till The World Ends:  Or (Streaming, 50 000)
Work Bitch:  Or (Streaming, 900 000)
Scream & Shout:  3 × Platine (Streaming, 5 400 000)

### Collaborations
| Année | Titre                                                              | Album      | Certifications et année d'obtention | Ventes Correspondantes |
| ----- | ------------------------------------------------------------------ | ---------- | --- | --- |
| 2001  | What's Going On (Artists Against AIDS Worldwide)                   |            | - : Or \| 2001 - : Or | - Japon: 50 000 - Nouvelle-Zélande: |
| 2011  | S&M (remix) (Rihanna feat. Britney Spears)                         |            | - : 3 × Platine - : Or | - Suède: - Espagne: 20 000 |
| 2012  | Scream and Shout (will.i.am feat. Britney Spears) (+version remix) | #willpower | - : 6 × Platine - : 4 × Platine - : 4 × Platine - : 3 × Platine - : 3 × Platine - : 2 × Platine + Or - : 2 × Platine - : 2 × Platine - : 2 × Platine - : 2 × Platine \| 2021 - : Platine - : Platine - : Platine | - Australie: 420 000 - Italie: 400 000 - Allemagne: 2 400 000 - États-Unis: 3 000 000 - Suède: - Mexique: - Suisse: - Nouvelle-Zélande: - Belgique: 60 000 - Royaume-Uni: 1 200 000 - Autriche: - France: 150 000 - Espagne: |
| 2013  | SMS (Bangerz) (Miley Cyrus feat. Britney Spears)                   | Bangerz    | | |
| 2015  | Tom's Diner (Giorgio Moroder feat. Britney Spears)                 | Déjà Vu    | | |
| 2016  | Hands (Artists for Orlando)                                        |            | | |
| 2020  | Matches (Backstreet Boys & Britney Spears)                         |            | | |
| 2022  | Hold Me Closer (Elton John & Britney Spears)                       |            | - : Platine \| 2024 - : Platine \| 2023 - : Or \| 2024 - : Or - : Or - : Or \| 2023 - : Or - : Or - : Or - : Or - : Or - : Or                                                                                    | - États-Unis: 1 000 000 - Pologne: - France: 30 millions de streams - Canada: 40 000 - Australie: 35 000 - Royaume-Uni: 400 000 - Suisse: 10 000 - Autriche: 15 000 - Espagne: - Italie: 50 000 - Belgique: - Danemark:      |
| 2023  | Mind Your Business (will.i.am & Britney Spears)                    |            | | |

### Singles Promotionnels
| Année | Titre                           | Album                         | Certifications et année d'obtention                         | Ventes Correspondantes                                                                                    |
| ----- | ------------------------------- | ----------------------------- | ----------------------------------------------------------- | --- |
| 2000  | My Only Wish (This Year)        | Platinum Christmas            | - : 2 × Platine - : Or - : Or - : Or \| 2022 - : Or \| 2023 | - Danemark: 180 000 - États-Unis: 500 000 - Australie: 35 000 - Allemagne: 200 000 - Royaume-Uni: 400 000 |
| 2004  | I've Just Begun (Having My Fun) | Greatest Hits: My Prerogative |                                                             | |
| 2020  | Mood Ring                       | Glory                         |                                                             | |
| 2020  | Swimming In The Stars           | Glory                         |                                                             | |

## DVD
| Année | Titre                                      | Certifications et année d'obtention                                                                  | Ventes Correspondantes                                                                                               |
| ----- | ------------------------------------------ | --- | --- |
| 1999  | Time Out With Britney Spears               | - : 4 × Platine - : 3 × Platine \| 2000 - : Or \| 2013 - : Or \| 2001                                | - Canada: 40 000 - États-Unis: 300 000 - Royaume-Uni: 25 000 - Allemagne: 25 000                                     |
| 2000  | Live And More!                             | - : 3 × Platine \| 2001 - : Platine \| 2013 - : Platine - : Or \| 2002                               | - États-Unis: 300 000 - Royaume-Uni: 50 000 - France: 20 000 - Allemagne: 25 000                                     |
| 2001  | Britney: The Videos                        | - : 2 × Platine \| 2002 - : Platine \| 2003 - : Or \| 2013                                           | - États-Unis: 200 000 - France: 20 000 - Royaume-Uni: 25 000                                                         |
| 2002  | Live from Las Vegas                        | - : 2 × Platine \| 2002 - : Platine - : Platine \| 2003 - : Platine - : Or \| 2013 - : Or - : Argent | - États-Unis: 200 000 - Australie: 15 000 - France: 20 000 - Argentine: - Royaume-Uni: 25 000 - Mexique: - Portugal: |
| 2004  | In The Zone                                | - : Platine \| 2004 - : Platine - : Platine - : Or - : Or \| 2013 - : Or - : Or                      | - États-Unis: 100 000 - France: 20 000 - Argentine: - Australie: 7 500 - Royaume-Uni: 25 000 - Mexique: - Brésil:    |
| 2004  | Greatest Hits: My Prerogative              | - : 3 × Platine - : 2 × Platine \| 2004 - : Platine - : Platine - : Or - : Or,                       | - Australie: 45 000 - États-Unis: 200 000 - France: 20 000 - Argentine: - Mexique: - Japon:                          |
| 2005  | Britney & Kevin: Chaotic                   | | |
| 2009  | Britney: For The Record                    | | |
| 2011  | Britney Spears Live: The Femme Fatale Tour | - : Platine \| 2011 - : Or - : Or                                                                    | - États-Unis: 100 000 - Australie: 7 500 - France: 7 500                                                             |